# Prague Open 2002
Il Prague Open 2002, nome ufficiale ECM Cup, è stato un torneo professionistico maschile di tennis facente parte della categoria ATP Challenger Series nell'ambito dell'ATP Challenger Series 2002, con un montepremi di 50.000 $. Il torneo si è giocato sui campi in terra rossa dell'I. ČLTK Prague sull'isola di Štvanjce a Praga in Repubblica Ceca dal 13 al 19 maggio 2002.

## Vincitori

### Singolare
Olivier Patience ha battuto in finale  Todd Larkham con il punteggio di 4–6, 7–5, 6–3

### Doppio
František Čermák /  Ota Fukárek hanno battuto in finale  Jaroslav Levinský /  David Škoch con il punteggio di 6–4, 6–3